# Alessandro di Mindo
Alessandro di Mindo (in greco antico: Ἀλέξανδρος?, Aléxandros; Mindo, ... – ...; fl. I secolo) è stato uno scrittore greco antico di zoologia di epoca incerta.
Le sue opere, oggi perdute, dovevano essere considerate di grande valore dagli antichi, che le citano con frequenza. Diogene Laerzio dice che un certo "Alessone di Mindo" sia l'autore di un lavoro sui miti, di cui egli cita il nono libro. Essendo questo autore sconosciuto, però, si ritiene che si possa identificare con Alessandro di Mindo.
I titoli delle sue opere sono: 
- Κτηνῶν Ἱστορία (o Περὶ Ζώων), di cui Ateneo cita un lungo frammento appartenente al secondo libro;[2][3][4]
- Un'opera sugli uccelli (Περὶ Πτηνῶν), di cui Ateneo cita il secondo libro.[5][6]

## Edizioni
- (DE, GRC) Felix Jacoby, 25, in Die Fragmente der griechischen Historiker, Berlino, Weidmann, 1923-1958.